# Polynema megacephala
Polynema megacephala is een vliesvleugelig insect uit de familie Mymaridae. De wetenschappelijke naam is voor het eerst geldig gepubliceerd in 1951 door Risbec.